# Кенігштуль (Оденвальд)
Кенігштуль (нім. Königstuhl) — найвища гора як у Малому Оденвальді, так і на Бергштрассе, у місті Гайдельберг, Баден-Вюртемберг, Німеччина заввишки 570,3  м над  рівнем моря 
. 
Кенігштуль та Гайліґенберґ (439,9 м н.р.м.) є двома місцевими горами Гайдельберга; між ними тече Неккар долиною Оденвальд-Неккар, у природному парку Неккарталь-Оденвальд, яка переходить у Верхньорейнську рівнину на заході. 
Гора відома за межами регіону, перш за все Гайдельберзьким замком, який стоїть на схилі, та Гайдельберзькому фунікулеру, який веде від старого міста Гайдельберга в долині Неккар до його вершини.

## Географія

### Розташування
Кенігштуль розташований на заході природного парку Неккарталь-Оденвальд. 
Згідно з розділом 35 Федерального будівельного кодексу Німеччини (нім. Baugesetzbuch), це віддалена територія, адміністративно належить до району Альтштадт Гайдельбергу, забудована територія якого простягається вздовж північно-західного підніжжя лісистої гори. 
Великий гірський масив, що простягається на кілька кілометрів з півночі на південь, чітко розмежований з трьох боків: на заході — спуском до плоскої Верхньорейнської рівнини, на півночі та північному сході — круто уривається долиною, прорізаною Неккаром, і на південному сході — дещо меншою долиною, прорізаною Ельзенцом. 
На півдні пологим спуском переходить в горбистий ландшафт Крайхгау.
Кенігштуль межує з такими містами (за годинниковою стрілкою; починаючи з південного заходу): райони Гайдельбергу Еммертсгрунд та Боксберг (південний захід), Рорбах (захід-південний захід), Вестштадт (захід), Альтштадт (північний захід) та Шлірбах (з півночі на північний схід), місто Неккаргемюнд (схід) з його районом Вальдгільсбах (південний схід), громади Гайберг та Бамменталь (південно-південний схід), Лінгенталь (південь), Ляймен  та громада Нуслох (південно-південний захід). 
На гірському масиві, трохи південніше його вершини, розташоване поселення Кольгоф, яке є частиною Альтштадта. 
На його південних передгір'ях розташовані села Гауангеллох та Оксенбах, що належать до Лаймена, та Майсбах, що належить до Нуслоха.
На сході масиву тече Кюммельбах, на південному сході — Гільсбах, далі на південь — Вайвізенбах, а біля його південних передгір'їв — Гауангельбах .
Приблизно за 3 км на північний захід від вершини гори, за Неккаром у регіоні Оденвальд, височіє Гайлігенберг (439,9  м).

### Природна просторова класифікація
Масив Кенігштуль належить до основної групи природних одиниць Оденвальд, Шпессарт та Південний Рен (№ 14) та основної одиниці Оденвальдcький строкатий пісковик (144) у підрозділі Західний Малий Оденвальд (144.1), який межує на півночі та сході з долиною Оденвальд-Неккар (144.3). 
На південному сході розташована основна група одиниць Крайхгау (12) з природними зонами Шварцбахгой (125.17) та Ангельбахгой (125.18). 
Безпосередньо на заході розташована основна група одиниць Бергштрассе (226) з підрозділом Гайсбергфус (226.1), яка веде до основної групи одиниць Північна Верхньорейнська низовина (22), розташована на заході.

## Геологія
У масиві Кенігштуль, на південь від річки Неккар, є товсті шари строкатого пісковику. 
Породи з цієї породи сповзали вниз по вічній мерзлоті під час фаз танення наприкінці льодовикового періоду, утворюючи дві великі та збережені валунові купи на північних схилах масиву в перехідній зоні до Ауерханенкопф (486,9  м) над Шлірбахом, Кенігштуль-Фельзенмере, східну на висоті приблизно від 270 до 410 м та західну на висоті приблизно від 340 до 480  м 
. 
Місцями валуни сповзали в сучасну міську частину Гайдельберга. 

Пісковик видобували зі схилів гірського хребта в кількох кар'єрах, наприклад, у Молькенкурі , де зараз знаходиться Тойфельслох, та у Різенштайні . 
Червоний пісковик помітний не лише на крутих схилах ландшафту, де оголюються його береги, але й характеризує регіональну архітектуру. 
Історичні будівлі, побудовані з пісковику долини Неккар у навколишніх містах, найвідомішим з яких є Гайдельберзький замок, мають характерний червонуватий відтінок.

## Історія
У Середньовіччі Кенігштуль, ймовірно, був відомий як Говеберг або Говінгберг. 

У документах 1225 року згадується замок на вершині пагорба на північному схилі. 

З 1303 року вперше з'явилися згадки про два замкові комплекси. 
Ці два замки розрізнялися за їх топографічним розташуванням, причому замок на сучасному Молкенкурі називався Верхнім замком, оскільки він був значно вищим за комплекс сучасного Гайдельберзького замку на Єттенбюлі. 
Однак неможливо точно сказати, який комплекс є старшим. 
Фрагменти будівель, знайдені в Гайдельберзькому замку, також свідчать про датування XIII століттям. 

З 1 червня 1907 року на вершину Кенігштуля можна дістатися зі Альтштадту фунікулером.

## Заповідні території
На схід і південний схід від Кенігштуля розташовані дві з трьох ділянок заповідника «Природний парк Фельзенмер, Руссенштайн і Міхельсбруннен» ( CDDA № 82209; створений в 1956 році; площа 9 га). 
У південно-східних передгір'ях гірського хребта розташовані частини ландшафтної природоохоронної зони Неккарталь I, Малий Оденвальд (CDDA № 323144; 2002; 63,25 км² ), а в південних передгір'ях — частини ландшафтної природоохоронної зони Південний Бергштрассе (CDDA № 344853; 2005; 27,16 км²). Значні частини масиву вкриті територіями зони існування фауни та флори Малий Оденвальд (FFH № 6618-341; 35,6 км²). 

На південно-східному схилі поблизу Вальдгільсбаха в межах міста Гайдельберг розташований ліс Кенігштуль площею 1,7 км² . 

На північному схилі, над Альтштатом на рівні хребта Фрідріх-Еберт, розташований пам'ятник природи Різенштайн. 

## Гірські вершини, гірські схили та споруди

### Головна вершина
На головній вершині ( 567,8 м  ) Кенігштуля розташовані, серед інших – з висотою в метрах (м) над рівнем моря (н.р.м.): 
- Системи радіо-, телевізійної та мікрохвильової передачі (включаючи рік/період будівництва, висоту споруди та місце розташування):
  - Гайдельберзька телевежа(інші мови) Südwestrundfunk(інші мови) (1958, 82 м, близько 561 м н.р.м.); була оглядовою вежею до 2002 року (висота платформи 30 м),
  - Гайдельберзька телекомунікаційна вежа(інші мови) Deutsche Telekom (1958, 102 м, близько 566 м н.р.м.)
  - Колишня радіовежа армії США (кінець 1950-х років, приблизно 562 м н.р.м.); повернута федеральній землі Баден-Вюртемберг армією США у 2007 році, мікрохвильові системи виведені з експлуатації, переобладнані на волоконно-оптичні.
- Казковий рай Кенігштуль[de] (близько 560-565  м н.р.м.)
- Соколине полювання Tinnunculus (близько 552  м н.р.м.)

### Південно-південно-західне пасмо
На південно-південно-західній вершині Кенігштуля (564,4 м н.р.м.), поблизу Пляттлесгее (545,1 м н.р.м.), розташовані:
- Інститут астрономії імені Макса Планка (MPIA) з Будинком астрономії (кожен приблизно 555 м²)
- Обсерваторія Гайдельберг-Кенігштуль (близько 560 м н.р.м.)
- Історичний меморіал Леопольдштайна з 1851 року

### Схили гірського масиву
На схилах розташовані (проти годинникової стрілки):
- Кенігштуль-Фельзенмере (східна частина, приблизно від 270 до 410  м н.р.м.; західна частина, приблизно від 340 до 480  м) відвал блоків червоного пісковику, на північному схилі та в перехідній зоні до Ауерханенкопф
- Тойфельсканцель (близько 180 м н.р.м.), пісковикова скеля в долині Неккар, поблизу Шлірбаха, північний схил/підніжжя
- Музей Карла Босха[de] (близько 215 м н.р.м.), у долині Неккар, у Шлірбаху, на північному схилі
- Гайдельберзький замок із замковим садом Хортус-Палатинус (розташування саду: на висоті 196  м), північно-західний схил
- Сходи до неба (сходи з 1200 сходинок з пісковику), північно-західний схил, між замком та вершиною
- Гайдельберзький фунікулер (113,2–549,8 м н.р.м.), фунікулер, північно-західний схил та район вершини
- Молькенкур (колишній спа-комплекс; колишнє місце Верхнього замку; зі станцією канатної дороги Молкенкур, 289,3  м н.р.м.),[11] північно-західний схил
- Дендрарій I у Шпрунггее, парк з добірним фондом різних видів дерев і чагарників (включаючи секвою), західний схил
- Клініка Шмідера[de], Шпаєрергоф (близько 290-310 м н.р.м.), західний схил
- Дендрарій II у Шпаєрергофпарку, плантація екзотичних дерев (іноземні країни), створена в останній чверті XIX століття, західний схил
- Інститут ядерної фізики Макса Планка (MPIK) (близько 290–320 м н.р.м.), південно-західний схил
- Біргельдергоф[de] (260  м н.р.м.), стара садиба та сучасний заїзд, південно-західний схил
- Waldpiraten-Camp Німецького фонду боротьби з дитячим раком (близько 270-75 м н.р.м.), південно-західний схил
- Європейська лабораторія молекулярної біології(інші мови) (EMBL) (близько 280–320 м н.р.м.), південно-західний схил
- Кольгоф[de] (близько 435-450 м н.р.м.), поселення з сусідньою оглядовою вежею Поссельтслуст, південний схил
- Реабілітаційна клініка Гайдельберг-Кенігштуль (близько 450-480 м н.р.м.), південний схил

## Гайдельберзький замок
У нижній частині північно-західного схилу Кенігштуля стоїть Гайдельберзький замок, одна з найвідоміших руїн Німеччини та символ міста Гайдельберг. 
До свого руйнування під час Війни за Пфальцьку спадщину він був резиденцією курфюрстів Пфальца. 
Після руйнування солдатами Людовика XIV в 1689-93 рр. замок, збудований з пісковику долини Неккар, відновили лише частково. 
Він височіє приблизно на 80 м над Неккаром і домінує над Альтштадтом. 
До складу маєтку входить замковий сад Хортус-Палатинус.

## Гайдельберзький фунікулер

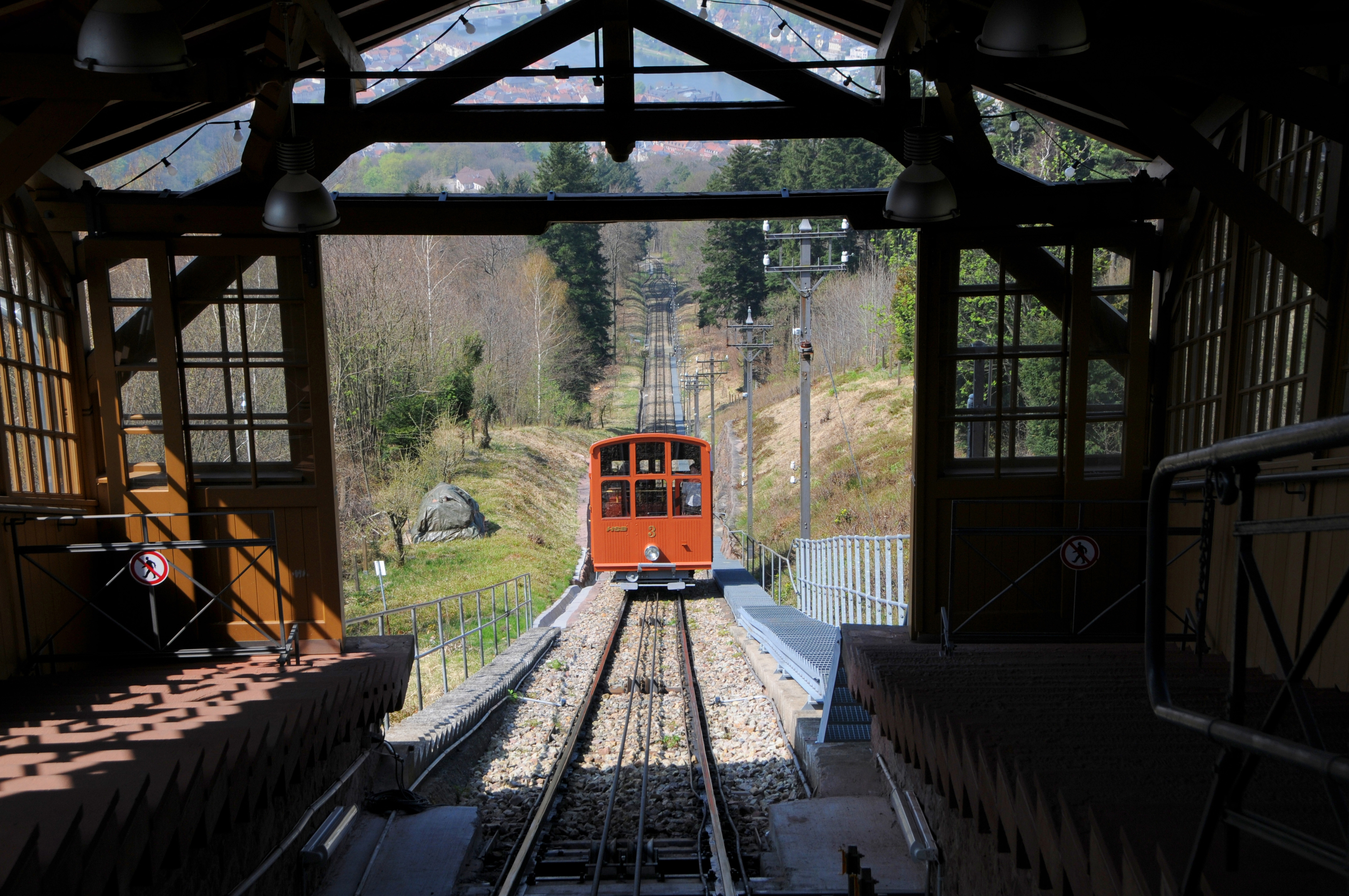
Гайдельберзький фунікулер, станція Кенігштуль

Гайдельберзький фунікулер працює на північно-західному схилі Кенігштуля. 
Його вагони курсували з 1890 року на нижній секції лінії (Молькенкурбан), спочатку лише від долинної станції Корнмаркт (113,2 м; Альтштадтплац) через станцію Гайдельберзький замок (192  м) до станції Молькенкур ( 289,3  м ). Звідти вагони верхньої секції лінії (Кенігштульбан), відкритої в 1907 році, прямують до горішньої станції Кенігштуль (549,8 м). 
Фунікулер довжиною 1491 м долає різницю висот 436 м. 

## Сходи до неба
Сходи до неба (нім. Himmelsleiter) налічують понад 1200 сходинок. 
Це неправильні сходи з грубо обтесаного, нерівного пісковику, які ведуть від Гайдельберзького замку безпосередньо до вершини Кенігштуля. 
Вони починаються біля першого повороту Молькенкурвегу, піднімаються на південь і долають перепад висот у 270 м. Враховуючи сходинки від Корнмаркту (Зернового ринку) до Гайдельберзького замку, між основою та вершиною є близько 1600 сходинок. 
Сходи побудовано в 1844/1845 роках за часів тодішнього директора лісового господарства Адама Лауманна. 
Споруду відремонтувано в 1986 та 1995 роках. 